# Guillem II d'Holanda
Guillem II d'Holanda (1227 - Hoogwoud, 28 de gener de 1256) fou un aristòcrata neerlandès, que fou comte d'Holanda des 1234 a 1256 i Rei dels Romans, rival de Conrad IV durant el Gran Interregne. Era fill de Florenci IV d'Holanda, i de Matilde de Brabant.

## Orígens
No havia complert els set anys quan el seu pare va morir accidentalment el 19 de juliol de 1234 en un torneig celebrat a Corbie (Somme), encara que, segons Louis G.F. Kerroux, va ser assassinat en el mencionat torneig per Felip Hurepel, comte de Clermont. Els seus oncles Guillem i Otó es van encarregar de la regència del comtat de 1234 a 1239.

## Rei dels Romans
A la mort d'Enric I Raspe, landgravi de Turíngia qui havia estat nomenat pel partit güelf rei d'Alemanya en substitució de Frederic II, deposat i excomunicat pel papa Innocenci IV, amb tot just 20 anys i gràcies al suport del seu oncle Enric II, duc de Brabant i de l'arquebisbe de Colònia, Guillem va ser escollit Rei dels Romans el 3 d'octubre de 1247.
A causa de la seva curta edat li van donar com a consellers el duc de Brabant i el bisbe d'Utrecht. Aquisgrà es va negar a permetre l'entrada als partidaris de Guillem, que van assetjar-la a finals d'abril o principis de maig fins que els ciutadans van negociar la seva rendició el 18 d'octubre prometent obediència al papa Innocenci i al rei Guillem, que va entrar a la ciutat el 19 d'octubre i va ser coronat l'1 de novembre, després d'haver estat armat cavaller a Colònia.
La seva nova dignitat el va convertir en enemic a part dels prínceps de l'imperi, per la qual cosa va deixar a les mans del seu germà Florenci el govern del comtat d'Holanda per tenir una major llibertat de moviments. La major part dels prínceps alemanys no van reconèixer la seva elecció fins després que el 25 de gener de 1251, per mitjà del papa que havia aprovat la seva nominació, contragués matrimoni amb Elisabet, filla de Otó I de Brunsvic-Lüneburg, duc de Brunsvic-Lüneburg. La nit de noces va poder ésser fatal per als esposos, doncs, segons diu Albert de Stade, el palau on s'havien allotjat va ser incendiat. Va ser la princesa qui va salvar el seu marit conduint-ho de la mà per camins que ella coneixia. El mateix cronista relata que Guillem també va escapar a un altre incendi a la ciutat de Nuis amb l'ajut de l'arquebisbe de Colònia.

## Guerra amb Margarida de Flandes
Noucasat i de tornada al seu comtat, Guillemes va enfrontar a Margarida II de Flandes, qui s'havia negat a reconèixer el seu nomenament imperial, a la qual va pretendre desposseir del seu comtat, mentre aquesta li exigia homenatge com a comte d'Holanda per la seva possessió de les illes de Zelanda, feu flamenc que quedaria definitivament integrat al comtat d'Holanda el 1256. Margarida va enviar un fort exèrcit sota el comandament del seu fill Guiu de Dampierre per envair l'illa de Walcheren. Mentre els seus soldats penetraven a Zelanda, la comtessa de Flandes fingia arribar a un acord amb Guillem, qui s'havia traslladat a Anvers, on tenia lloc la conferència sota la mediació d'Enric VI, duc de Brabant.
Tanmateix, no fiant-se de la seva enemiga, Guillem va ordenar al seu germà Florenci que es dirigís amb les seves tropes a defensar Zelanda. Aquest es va camuflar amb tot el seu exèrcit després de les dunes de Westkapelle, esperant a Guiu de Dampierre que avançava sense sospitar res. Així, al juliol de 1253, l'exèrcit flamenc va ser completament derrotat, fent presoners als fills de Margarida.
Aquesta derrota va sorprendre a Margarida de Flandes, però no la va fer desistir de les seves pretensions. Va cridar en el seu ajut a Carles I d'Anjou, germà del rei de França, a qui li va atorgar la investidura del Comtat d'Hainaut, territori que volia arrabassar al seu fill Joan I d'Avesnes. Aquest, ajudat pel seu cunyat Guillem, va acudir en defensa de les seves terres, va derrotar els francesos i va forçar la seva mare a reconèixer-ho com a comte d'Hainaut. Margarida, desesperada, va cedir a la necessitat i es va veure també obligada a fer la pau amb el Rei dels Romans, qui li va tornar al seu fill Guiu de Dampierre, presoner de Guillem des de la jornada de Westkapelle.

## Guerra amb el bisbe d'Utrecht i els frisons
Havent donat fi a la guerra amb Flandes, Guillem es va dirigir cap a Ginebra, on el papa l'havia invitat, possiblement per coronar-lo. Abans va voler passar per Alemanya, on segons una carta dirigida a Luberto, el seu vicecanceller imperial i l'abat d'Egmond, va ser molt ben rebut. Però una nova disputa amb el bisbe d'Utrecht i la revolta dels frisons septentrionals, que havien vist amb recel la construcció d'un castell a la vora d'Heemskerk, el van fer retornar a Holanda a començaments de l'any 1255, sense haver tingut temps de continuar el seu viatge a Ginebra.

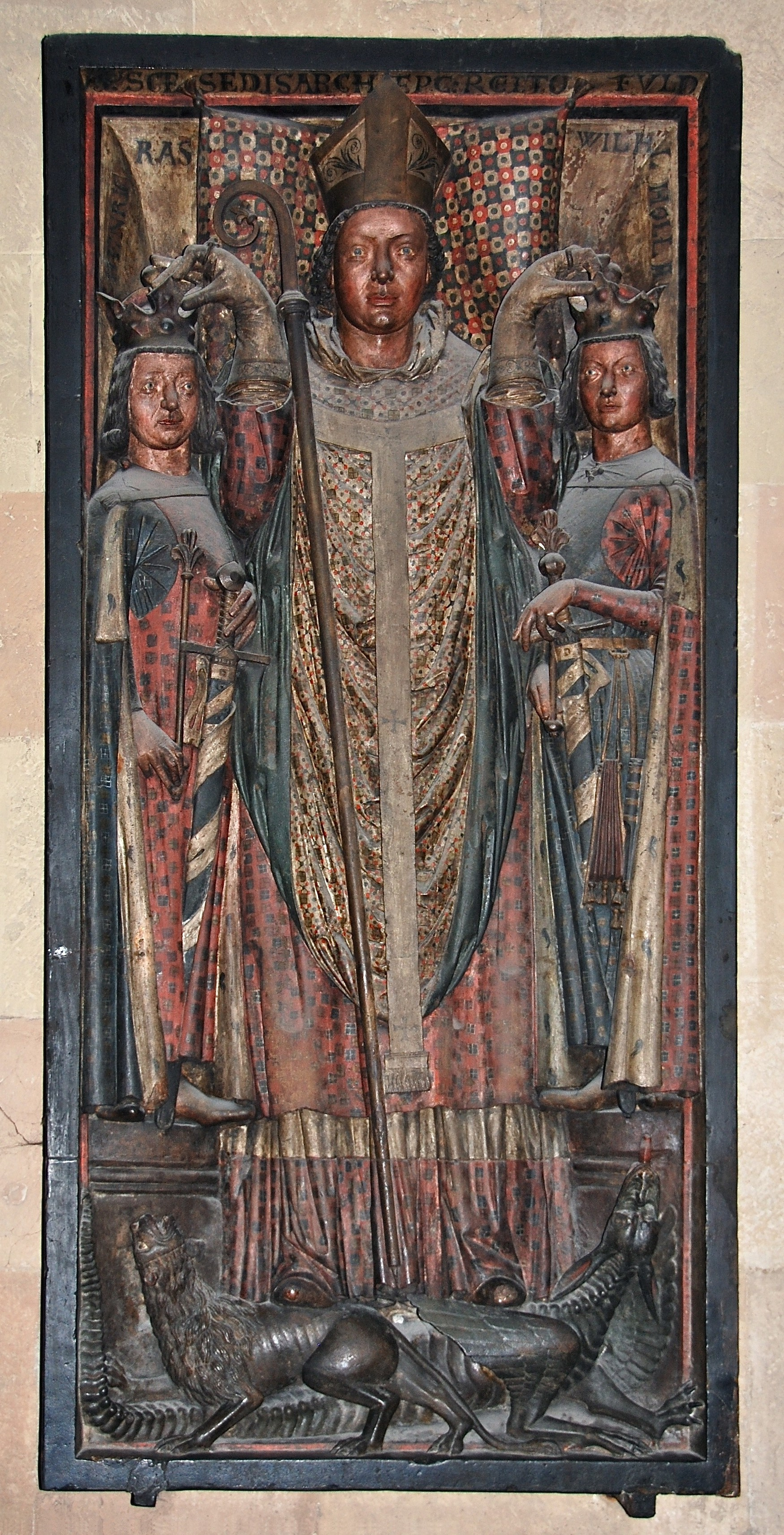
Tomba de Sigfrid III, bisbe de Magúncia, amb el bisbe al centre coronant a Enric Raspe i Guillem d'Holanda. Catedral de Magúncia.

Noves disputes es van desencadenar amb el bisbat d'Utrecht. Otó, oncle i tutor de Guillem, havia mort i Godwin II d'Amstel havia estat escollit per ocupar la seu episcopal. Bé perquè el nou bisbe fos feble de caràcter per al seu càrrec o bé perquè, després d'un any de setge, estigués disposat a renunciar, Guillem va poder reemplaçar-ho per Enric de Vianen. El senyor d'Amstel, germà del bisbe deposat, i el senyor de Woerden, malcontents amb el que acabava de passar, van rebre suport d'Otó II, comte de Güeldres, i van declarar la guerra al nou bisbe. Acabaven de lliurar una batalla, quan el rei Guillem va arribar a Utrecht; però aquests dos senyors ja havien estat derrotats i fets presoners. Guillem va mitjançar en la disputa i va aconseguir, després d'haver compromès al bisbe Enric de Vianen, tornar la llibertat als senyors d'Amstel i Woorden.

## Mort
El 1255 els frisons s'havien tornat a amotinar. Aquest hivern, Guillem, decidit a sotmetre'ls, es va posar al capdavant del seu exèrcit i, per Nadal, va prendre la ruta d'Alkmaar -a on va construir un nou castell- per anar a Hoogwoud i atacar els frisons sobre el gel, que es creia prou fort. Brederodo, que conduïa una divisió de l'exèrcit, havia batut ja als frisons a la vora d'Hoogwoud; però Guillem, amb més ardor que prudència, va perseguir els escamots que fugien fins a un punt en què el gel era tan feble que es va enfonsar sota el pes del seu cavall. Immediatament va ser degollat mentre tractava d'alliberar-se del pes de la seva armadura, abandonat pels seus cavallers que van fugir desconcertats.
Era el 15 de gener de 1256; el seu cos va ser enterrat en un lloc secret i no va ser descobert fins passats vint-i-sis anys, quan el seu fill Florenci V d'Holanda ho va traslladar a Middelburg, on va ser enterrat a l'abadia amb la pompa pròpia del seu rang. Mai no va arribar a ésser coronat emperador.

## La seva de govern
Guillem va concedir privilegis a nombroses ciutats del seu comtat, com Haarlem, Delft i Alkmaar. Alkmaar va estar exempta d'impostos durant alguns anys, excepte de servir a la guerra contra els frisons. Haarlem va obtenir furs municipals d'exempció de duanes. Però Guillem no es va limitar a dotar de lleis les ciutats, sinó que les va adornar amb nombrosos monuments. L'ajuntament de Haarlem el va servir de palau i, encara que es dubta que fora el seu fundador, és cert que des de 1214 existia una cort o palau en aquesta ciutat. La ciutat de La Haia va sorgir al voltant del castell o pavelló de caça que es va fer construir el 1250 i va concloure el seu fill.

## Matrimonis i descendència
Guillem es va casar el 25 de gener de 1251 amb Elisabet, filla d'Otó I de Brunsvic,  duc de Brunsvic-Lüneburg. El matrimoni va tenir dos fills: 
- Florenci (c.1228-1258), comte d'Holanda (1256-1258).
- Matilde.